# Swenske songer eller wisor
Swenske songer eller wisor är den tidigaste föregångaren till de lutherska svenska psalmböcker som senare blev officiellt antagna av den svenska kyrkan (den första var 1695). Olaus Petri fullföljde med denna kung Gustavs uppdrag att ge svenska folket en psalmbok på deras eget språk och som de därmed själva kunde sjunga med i och förstå.
Psalmboken trycktes i flera upplagor.
- Suenska visor eller sånger (1526) med 8–10 psalmer
- Någre Gudhelige Wijsor, uthdragne aff then Helga Skrift, the ther tiena til at siungas i then Christeliga Församblingen (1530) med 15 psalmer
- Swenska Songer eller Wijsor, nu på nytt prentade, förökade och under en annan skick än tilförenna vthsatte (1531)
- Swenske songer eller wisor nw på nytt prentade / forökade / och under en annan skick än tilförenna utsatte (1536) med 45 psalmer

Endast upplagan från 1536 finns fullständigt bevarad. Sannolikt trycktes psalmböckerna i små upplagor då läskunnigheten var begränsad hos befolkningen vid den här tiden. Än idag finns det psalmer som används i svenska kyrkor trots att de skrevs för cirka femhundra år sedan. Av listorna nedan framgår exempelvis att Vår Gud är oss en väldig borg och En jungfru födde ett barn i dag sjungits av många generationer i de svenska kyrkorna.
Olaus Petris namn är inte uttryckligen nämnt i psalmboken men man antar allmänt att han har skrivit förordet liksom författat och översatt de flesta psalmerna.

## Suenska visor eller sånger 1526
Denna psalmbok, eller kanske snarare psalmhäfte, finns inte bevarad. Ett bevis vi har för dess existens är följande svar på ett klagomål från dalarna:
| ”                           | Om the suenska visor eller sånger forundrar :h: nade ath thet straffas i Stocholm, effther thet ær sider cringom alth rikit j alla soknakirker, ath man plæger ther quæda på suensko och låffua gudh, oc ær jw så gotth ath thet sker på vårth egiet mål thet wij forstå, som på latina thet man doch inthet forstår. | „ |
| – Gustav Vasa 14e maj 1527, | |   |

Olaus Petri gav 1526 ut ett flertal andra skrifter, de första protestantiska skrifterna tryckta i Sverige, och man har därför antagit att psalmhäftet inte kan vara tryckt tidigare än så.
Ett annat bevis är att tre psalmer i den danska Malmöpsalmboken från 1529 explicit anges vara "udtagne aff thet Swenske Exemplar". Vidare har man identifierat flera psalmer i Malmöpsalmboken (1529), Aftensang (1529) och Malmöpsalmboken (1533) som översättningar från den svenska psalmboken av 1526. Henrik Schück antar att de första 10 psalmerna från 1530 års psalmbok ingick i 1526 års psalmbok. Sverker Ek gör en noggrannare rekonstruktion och kommer fram till att följande 8 psalmer bör ha ingått:
1. O Fadher wåår barmhertigh och godh
2. THen som wil en Christen heta
3. O Jesu Christ som mandom togh
4. O Herre gudh aff himmelrich
5. Wij troo på alzmectig gudh
6. Vij som leffue på werlden här
7. Uar gladh tu helga Christenheet
8. EEn iomfru födde jtt barn j dagh (endast första strofen)

Nr 1–4 återfinns i Malmöpsalmboken (1529), nr 6–7 i Aftensang (1529) och nr 5 och 8 i Malmöpsalmboken (1533). Nr 1–3 är författade av Olaus Petri. Nr 4–8 anses vara översatta av Olaus Petri eller hans yngre bror Laurentius Petri Nericius.

## Någre Gudhelige Wijsor 1530
Av 1530 års psalmbok har vi ett nästan fullständigt fragment.
Ett numera förlorat exemplar av psalmboken fanns även i Elias Brenners bibliotek och är beskrivet i Den swänska Mercurius.
| Nr | Titelrad                           | Nr i 1695 års psalmbok | Finns dessutom i |
| -- | ---------------------------------- | ---------------------- | ---------------- |
| 1  | O Fadher wåår barmhertigh och godh | 188                    |                  |
| 2  | THen som wil en Christen heta      | 2                      |                  |
| 3  | O Jesu Christ som mandom togh      | 120                    |                  |
| 4  | O Herre gudh aff himmelrich        | 31                     |                  |
| 5  | Wij troo på alzmectig gudh         | 4                      |                  |
| 6  | Vij som leffue på werlden här      | 398                    |                  |
| 7  | Uar gladh tu helga Christenheet    | 123                    |                  |
| 8  | Forbarma tich gudh öffuer mich     | 60                     |                  |
| 9  | Jesus Christus är wor helsa        | 14                     |                  |
| 10 | Een iomfru födde jtt barn j dagh   | 127                    |                  |

Samt ytterligare 5 visor enligt beskrivningen av Brenners exemplar:
| 11 | O Rom går det nu så med tig       | 236 |  |
| 12 | Ach Gud hwem skal jag klaga       | 249 |  |
| 13 | Gud Fader wele wi prisa           | 237 |  |
| 14 | O Ewige Gud af ewighet            | —   |  |
| 15 | Herre Christ Guds Faders ende Son | 119 |  |

Nr 8 finns i Olaus Petris handbok från 1529. Enligt Sverker Ek så är troligen nr 9–10 och 15 påverkade av danska översättningar från tyskan i Malmöpsalmboken 1529. Även själva titeln på psalmboken är mycket likt Malmöpsalmboken 1529. Alla visorna finns i 1536 års upplaga.

## Swenska Songer eller Wijsor 1531
Det enda vi vet om denna upplagan är en kort notis av Stiernman och det är oklart om den existerat.

## Swenske songer eller wisor 1536
Psalmboken finns idag i två bevarade exemplar på Kungliga Biblioteket i Stockholm samt ett exemplar i Finland. Genom Kungliga Bibliotekets faksimiler, publicerade av Projekt Runeberg, finns alla dess psalmer tillgängliga på 1500-talssvenska. Listan över psalmer är hämtad från psalmboken.

### Psalmer
Nr i första kolumnen anger ordningsnummer i boken och inte sidnummer.
| Nr   | Titelrad                                             | Finns dessutom i                                                                |
| ---- | ---------------------------------------------------- | ------------------------------------------------------------------------------- |
| 1    | Welsignat ware herren Israels gud                    | 1695 nr 114, 1937 nr 611, 1986 nr 676                                           |
| 2    | Mijn siel haller mykit aff herranom                  | 1695 nr 113, 1937 nr 610, 1986 nr 675 Finns på Wikisource.                      |
| 3    | Herre nuu låter tu tin tienare fara j frid           | 1695 nr 115, 1937 nr 612, 1986 nr 677 Finns på Wikisource.                      |
| 4    | O Gud wij loffue tich                                | 1695 nr 6, 1937 nr 603. Se även Gud, vår Gud, vi lovar dig Finns på Wikisource. |
| 5    | Vij tro vppå alzmectig gud                           | 1695 nr 4, 1937 nr 26 Finns på Wikisource.                                      |
| 6    | Gud warder lijknat widh en man                       | 1695 nr 206                                                                     |
| 7    | Enom konning tectes thet så                          | 1695 nr 212                                                                     |
| 8    | Om en rijk man her siunge wij                        | 1695 nr 204                                                                     |
| 9    | En riker man, wellogher han                          | 1695 nr 205 Finns på Wikisource.                                                |
| 10   | Forbarma tich gud offuer mich                        | 1695 nr 60                                                                      |
| 11   | Wor gud är oss een weldigh borg                      | 1695 nr 56, 1819 och 1937 nr 124, 1986 nr 237 Finns på Wikisource.              |
| 12   | Af diuupsens nödh ropar iach til tich                | 1695 nr 99, 1937 nr 278, 1986 nr 537 och nr 670 Finns på Wikisource.            |
| 13   | Sell är then man som fructar gud                     | 1695 nr 89, 1819 nr 339                                                         |
| 14   | Vtan herren faller oss til                           | 1695 nr 96                                                                      |
| 15.1 | Lat thet icke förtryta tich                          | 1695 nr 48, 1819 nr 232 Psaltaren 37                                            |
| 15.2 | Then onde wactar ther nogh vppå                      | 1695 nr 49                                                                      |
| 15.3 | Gör wel och låt alt ondt bestå                       | 1695 nr 50                                                                      |
| 16   | Gud ware oss barmhertig och mild                     | 1695 nr 67, (snarlik 1921 nr 535) Finns på Wikisource.                          |
| 17   | Tesse äre the tiyo buud                              | 1695 nr 1, 1819 nr 142 Finns på Wikisource.                                     |
| 18   | Then som wil en Christen heta                        | 1695 nr 2                                                                       |
| 19   | O fader wor barmhertig och godh                      | 1695 nr 188, 1937 nr 25, 1986 nr 372 Finns på Wikisource.                       |
| 20   | O Jesu Christ som mandom togh                        | 1695 nr 120, 1937 nr 40, 1986 nr 33 Finns på Wikisource.                        |
| 21   | O herre gud aff himmelrijck, wij må thet alle clagha | 1695 nr 31 Psaltaren 12 Finns på Wikisource.                                    |
| 22   | Wij som liffue på werlden här                        | 1695 nr 398, 1937 nr 153 Finns på Wikisource.                                   |
| 23   | Jesus Christus är wor helsa                          | 1695 nr 14, 1937 nr 188, 1986 nr 387 Finns på Wikisource.                       |
| 24   | Wij loffuom Christ en konning bold                   | 1695 nr 122 Finns på Wikisource.                                                |
| 25   | War gladh tu helga Christenheet                      | 1695 nr 123, 1937 nr 59 Finns på Wikisource.                                    |
| 26   | Een iungfru födde itt barn j dagh                    | 1695 nr 127, 1937 nr 60, 1986 nr 124 Finns på Wikisource.                       |
| 27   | Gud aff sinne barmhertigheet                         | 1695 nr 220, 1986 nr 346 Finns på Wikisource.                                   |
| 28   | Hwar man må nuu wel glädia sich                      | 1695 nr 219, 1937 nr 37, 1986 nr 345 Finns på Wikisource.                       |
| 29   | Verldenes frelsare kom här                           | 1695 nr 121, 1937 nr 58, 1986 nr 112 Finns på Wikisource.                       |
| 30   | Christe som liuus och daghen är                      | 1695 nr 364, 1937 nr 445, 1986 nr 185 Finns på Wikisource.                      |
| 31   | Nuu är kommen wor påsca frögd                        | 1695 nr 162, 1937 nr 104, 1986 nr 465 Finns på Wikisource.                      |
| 32   | Jesu tu est wor saligheet                            | 1695 nr 175 Finns på Wikisource.                                                |
| 33   | Kom helge ande herre god                             | 1695 nr 180, 1937 nr 133, 1986 nr 50 Finns på Wikisource.                       |
| 34   | O herre gud som all ting skoop                       | 1695 nr 348                                                                     |
| 35   | Epter gudz skick går thet så til                     | 1695 nr 363 Finns på Wikisource.                                                |
| 36   | Gläd tich tu helga Christenheet                      | 1695 nr 124, 1937 nr 59 Finns på Wikisource.                                    |
| 37   | Sich frögde nuu himmel och iord                      | 1695 nr 199                                                                     |
| 38   | Jesu som är wor frelsare                             | Swedbergs psbförslag 1694                                                       |
| 39   | Nuu bidie wij then helga and                         | 1695 nr 182, 1819 nr 135, 1937 nr 135, 1986 nr 362                              |
| 40   | Christus then rette herren                           | 1695 nr 119, 1986 nr 36 Finns på Wikisource.                                    |
| 41   | Gud wari loffuat och högeliga prijsat                | 1695 nr 15, 1986 nr 400 Finns på Wikisource.                                    |
| 42   | O herre gud tijn helga ord                           | 1695 nr 222                                                                     |
| 43   | Gud som all ting skapade sich til loff och prijs     | 1695 nr 326 Finns på Wikisource.                                                |
| 44   | O rene gudz lamb                                     | 1695 nr 150, 1819 och 1937 nr 94 Finns på Wikisource.                           |

### Bihang
Dessutom finns i ena utgåvan ytterligare 4 psalmer i ett bihang med titeln Några wijsor eenfaldeliga vtsatta for them som lust haffua at quädha eller höra om Antichristum och hans wesende.
| B1 | O Rom går thet nuu så med tich | 1695 nr 236 |
| B2 | Gud fader wilie wij prijsa     | 1695 nr 237 |
| B3 | O Ewige gud aff ewigheet       |             |
| B4 | Ach gud hwem skal iach claghe  | 1695 nr 249 |